# Anni 410
Gli anni 410 sono il decennio che comprende gli anni dal 410 al 419 inclusi.

## Eventi, invenzioni e scoperte
- Primo sacco di Roma da parte dei Visigoti guidati da Alarico e il fratello Ataulfo